# Zosis
Genre
Synonymes
- Orithyia Blackwall 1858 nec Dana, 1853

Zosis est un genre d'araignées aranéomorphes de la famille des Uloboridae.

## Distribution
Zosis geniculata est pantropical, les autres espèces de ce genre se rencontrent en Amérique du Sud.

## Liste des espèces
Selon World Spider Catalog (version 23.0, 27/03/2022) :
- Zosis costalimae (Mello-Leitão, 1917)
- Zosis geniculata (Olivier, 1789)
- Zosis peruana (Keyserling, 1881)

## Systématique et taxinomie
Ce genre a été décrit par Walckenaer en 1841. Il est placé en synonymie avec Uloborus par Simon en 1892. Il est relevé de synonymie par Lehtinen en 1967.
Orithyia a été placé en synonymie par Lehtinen en 1967.

## Publication originale
- Walckenaer, 1841 : Histoire naturelle des Insects. Aptères. Paris, vol. 2, p. 1-549.